# Simao
Simao, tidigare stavat Szemao, är ett stadsdistrikt och säte för stadsfullmäktige i Pu'er i Yunnan-provinsen i sydvästra Kina.
Orten öppnades för utrikeshandel 1897 enligt ett fördrag med Frankrike.